# Mjölby
Mjölby (pronunciación) es una ciudad sueca situada en la provincia histórica de la Östergötland. Tiene cerca de 12.000 habitantes y es sede del municipio de Mjölby. La ciudad queda junto al río Negro (Svartån).